# Nalbantichthys
Nalbantichthys is een monotypisch geslacht van straalvinnige vissen uit de familie van puitalen (Zoarcidae).

## Soort
- Nalbantichthys elongatus Schultz, 1967